# Провінція Ідзумі
Провінція Ідзумі (яп. 和泉国 — ідзумі но куні, «країна Ідзумі»; 泉州 — сенсю, «провінція Ідзумі») — історична провінція Японії у регіоні Кінкі на острові Хонсю. Відповідає південно-західній частині префектури Осака.

## Короткі відомості
Провінція Ідзумі була заснована у 716 році, у результаті поділу провінції Каваті. У 740 році Ідзумі було включено до складу останньої, а у 757 році — повторно виокремлено у адміністративну одиницю. Центр провінції Ідзумі знаходився на території сучасного однойменного міста Ідзумі.
Оскільки провінція була розташована на важливому торговельному морському шляху, що пов'язував Західну Японію зі столицею, Ідзумі постійно перебувала у руках найбільш впливових японських можновладців. Впродовж 13-14 століття нею порядкував рід Ходзьо, представники якого були фактичними правителями Камакурського сьоґунату. З кінця 14 по 16 століття провінцію контролював регентський рід Хосокава.
У 15-16 століттях центром провінції Ідзумі стало одне з найбільших торгових міст Японії того часу — місто Сакаї. Християнські місіонери називали його «Східною Венецією».
Впродовж періоду Едо (1603—1867) на землях Ідзумі існувало три «ленні держави» хан васалів сьоґунату, які належали родам Оде, Окабе та Ватанабе.
У 1871 році у результаті адміністративної реформи, провінція Ідзумі була перетворена на префектуру Сакаї, яка згодом була інтегрована до префектури Осака.

## Повіти
- Ідзумі 和泉郡
- Ооторі 大鳥郡
- Хіне 日根郡